# Buciumi (Bákó megye)
Buciumi falu Romániában, Moldvában, Bákó megyében. Községközpont, közigazgatásilag Răcăuți tartozik még hozzá.

## Fekvése
A Tázló–Kászon-medencében, Ónfalvától 6 km-re délre, Kászon, Răcăuți és Gutinaș közt fekvő település.

## Története
Buciumi község 2005-ben vált ki Szárazpatak községből.

## Külső hivatkozások
- Buciumi község honlapja (románul)